# Lantzkampen
Lantzkampen är ett humor-/frågesportsprogram i Sveriges Radio P1, och leds av Annika Lantz. Domare är Sara Lövestam. Programmet sänds varje vecka, och började sändas den 5 april 2013. Lantzkampen handlar om veckan som gått, och består av frågor om nyheter. 
Som signaturmelodi för programmet används låten ”This Could Be the Start of Something” av Steve Allen, i en inspelning av Dave Pell för albumet Jazz Voices in Video (1963).